# Leo Zavatti
Leo Zavatti (Forlì, 3 maggio 1920 – ...) è stato un calciatore e allenatore di calcio italiano, di ruolo centrocampista.

## Carriera

### Giocatore
Comincia la sua carriera nel Forlimpopoli nella stagione 1937-1938, e l'anno successivo è al Venezia, con cui esordisce in Serie B il 15 gennaio 1939 sul campo del Palermo; è la sua unica presenza stagionale, e a fine campionato la formazione veneta ottiene la promozione in Serie A. Nella stagione 1939-1940 gioca in prestito per la Salernitana sempre in Serie C; rientrato al Venezia, viene nuovamente ceduto e veste per due stagioni anche la maglia del Forlì, sempre in Serie C.
Passa quindi nella stagione 1942-1943 al Padova in Serie B dove gioca sette partite segnando un gol.
Nel 1944 gioca con la maglia del Forlimpopoli il Campionato Alta Italia, e dopo la guerra milita per tre stagioni in Serie B nel Siena, nel Prato e nella Reggiana, prima di scendere di categoria con il Cesena, dove rimarrà per altre due stagioni. Dal 1951 al 1957 ha giocato nello Jesi, con cui ha disputato un campionato di Serie C, quattro di IV Serie ed uno (vinto) di Promozione, segnando in totale 59 reti in 187 partite con la formazione marchigiana.
In carriera ha totalizzato complessivamente 56 presenze e 8 reti in Serie B.

### Allenatore
Allena il Forlì prima di guidare la Lucchese dal 1959 al 1962 e nella stagione 1964-1965. Con i toscani ottiene la promozione in Serie B al termine della stagione 1960-1961, a seguito della quale viene premiato con il Seminatore d'oro come miglior allenatore di Serie C del campionato 1960-1961.
Nel 1962-1963 lascia la Lucchese, a causa della situazione di incertezza tecnica e societaria e passa al Cesena, dove viene esonerato e al suo posto subentra Renato Lucchi. Dopo un'annata alla Reggina, nel 1965 viene chiamato a guidare l'Ascoli, dove rimane per un biennio.
Nella stagione 1967-1968 subentra a Sandro Puppo alla 6ª giornata al Piacenza, ottenendo il secondo posto dietro al Como. L'anno successivo siede sulla panchina del Jesi, e quindi fa ritorno al Forlì, appena retrocesso in Serie D: ottiene il secondo posto nel campionato di Serie D 1969-1970 e viene esonerato l'anno successivo.
Nella stagione 1971-1972 allena l'Imola, e dopo un'ulteriore parentesi a Forlì nel 1974-1975 guida il Chieti, venendo esonerato dopo 7 giornate. Chiude la carriera di allenatore nel 1976, tornando per la quarta volta sulla panchina del Forlì.

## Palmarès

### Giocatore

#### Competizioni regionali
- Promozione: 1

Jesi: 1953-1954

### Allenatore

#### Competizioni nazionali
- Serie C: 1

Lucchese: 1960-1961